# Laura Roca
Laura Roca Montalà (Sabadell, 8 de enero de 1980) es una deportista española que compitió en natación, especialista en el estilo libre.
Ganó dos medallas en el Campeonato Europeo de Natación, oro en 2004 y plata en 2002, en la prueba de 4 × 200 m libre.
Participó en dos Juegos Olímpicos de Verano, ocupando el decimotercer lugar en Sídney 2000 (4 × 200 m libre) y decimocuarto en Atenas 2004 (4 × 100 m libre).

## Palmarés internacional
| Campeonato Europeo | Campeonato Europeo | Campeonato Europeo | Campeonato Europeo |
| Año                | Lugar              | Medalla            | Prueba             |
| ------------------ | ------------------ | ------------------ | ------------------ |
| 2002               | Berlín (Alemania)  | Medalla de plata   | 4 × 200 m libre    |
| 2004               | Madrid (España)    | Medalla de oro     | 4 × 200 m libre    |